# Provincie Hizen

Mapa japonských provincií se zvýrazněnou provincií Hizen

Provincie Hizen (japonsky: 肥前国; Hizen no kuni) byla stará japonská provincie ležící na západní části ostrova Kjúšú. Sousedila s provinciemi Čikuzen a Čikugo. Byla součástí Saikaidó. V současnosti je její území rozdělené mezi prefektury Saga a Nagasaki. (Součástí Nagasaki jsou mimo území provincie Hizen i území provincií Cušima a Iki.)
Starobylé hlavní města provincie leželo nedaleko města Jamato (dnes součást města Saga). Hidejoši Tojotomi řídil invazi do Koreje z města Nagoja v provincii Hizen a Šimabarské povstání se odehrálo též v této provincii. Během období Sengoku byla oblast rozdělena mezi množství daimjóů, z nichž ti nejbohatší vlastnili hradní město Saga.